# Mycetophila madocella
Mycetophila madocella är en tvåvingeart som beskrevs av Chandler och Ribeiro 1995. Mycetophila madocella ingår i släktet Mycetophila och familjen svampmyggor.
Artens utbredningsområde är Madeira. Inga underarter finns listade i Catalogue of Life.